# لاميناريا أقصى الشمال
لاميناريا أقصى الشمال (الاسم العلمي: Laminaria hyperborea) هو نوع من الطلائعيات يتبع جنس اللاميناريا من فصيلة اللامينارية.